# Nikolaus Hof
Nikolaus Hof, auch bekannt als Psycho 1 oder Nicolas Hof, ist ein deutscher Musiker.

## Biografie
Hof war unter dem Pseudonym Psycho 1 Mitglied bei diversen Musikgruppen und gelegentlich auch als Darsteller in Filmen tätig. Er stieß Anfang des Jahres 1989 zu der Hamburger Band Die Goldenen Zitronen. Bis 1995 war er deren Bassist und Gitarrist.
Des Weiteren war Hof unter anderem Mitglied bei den Bands Motion (1993), zu der auch Schorsch Kamerun und Rocko Schamoni gehörten, Die Stars (1990–1994), 3 Normal Beatles (1992–1994) und dem Projekt Naked Navy (1994–1995).

## Diskografie
Mit Die Goldenen Zitronen
Motion
- 1993: Ex-Leben (Land, Meer) (Album, CD / LP, What’s So Funny About…)

Die Stars
- 1994: Die Stars Are The Stars (Album, CD / LP, Buback)

Naked Navy
- 1995: Scream Of The Hounded (Album, CD / LP, Buback)

## Filmografie (Auswahl)
- 1974: Diwan (Experimentalfilm, Regie – Werner Nekes), (Darsteller)
- 1991: Rollo Aller! 2 (Kurzfilm, Regie – Henrik Peschel), (Darsteller)
- 1994: Swingpfennig/Deutschmark (Fernsehfilm, Regie – Margit Czenki), (Darsteller)
- 2007: Übriggebliebene ausgereifte Haltungen (Dokumentarfilm, Regie – Peter Ott), (Mitwirkung)